# 鳳乃一真
鳳乃一真，日本輕小說作家。居住於千葉縣。代表作是2014年4月至6月播出同名電視動畫的《龍孃七七七埋藏的寶藏》系列。

## 人物簡介
2011年，以《龍孃七七七埋藏的寶藏》參加第13回Entame大獎小說部門獲獎。翌年2012年，其得獎作品在Fami通文庫（KADOKAWA／enterbrain）刊載。

## 作品概覽
全由Fami通文庫（KADOKAWA／enterbrain）發行。
- 龍孃七七七埋藏的寶藏（插圖：赤蘋果（日语：赤りんご）／1－7冊→／8－12冊，全12冊）。中文版由尖端出版正式授權發行。
- 黑狼卿與天眼軍師（插圖：有馬儘（日语：有馬侭），已發行1冊／2015年11月）
- Slave†Money（已發行1冊／2016年3月）
- （插圖：天之有，已發行1冊／2018年8月）

## 來源
1. ↑  . KADOKAWA／enterbrain.   [2017-04-03]. （原始内容存档于2019-05-06） （日语）.